# Graniczna Placówka Kontrolna Terespol
Graniczna Placówka Kontrolna Terespol/Graniczna Placówka Kontrolna Podlasko–Mazurskiej Brygady WOP w Terespolu – zlikwidowany pododdział Wojsk Ochrony Pogranicza wykonujący kontrolę graniczną osób, towarów i środków transportu bezpośrednio w przejściach granicznych na granicy z ZSRR.

## Formowanie i zmiany organizacyjne
Reorganizacja, jaką przechodziły Wojska Ochrony Pogranicza w czerwcu 1956, doprowadziły do likwidacji 23 Brygady Wojsk Ochrony pogranicza i podległych jej pododdziałów. W miejsce zniesionej jednostki utworzono dwie samodzielne: Grupę Manewrową Wojsk Ochrony Pogranicza Tomaszów (Chełm) Lubelski i Samodzielny Oddział Zwiadowczy WOP Chełm do którego została włączona Graniczna Placówka Kontrolna Terespol z połączenia: Granicznej Placówki Kontrolnej Terespol – kolejowa i Granicznej Placówki Kontrolnej Terespol – drogowa.
1 maja 1957, na bazie Grupy Manewrowej i Samodzielnego Oddziału Zwiadowczego WOP zorganizowano 23 Chełmski Oddział WOP. W 1957 GPK Terespol przeformowana została na etat 358/8. 
W 1959 nadano 23 Oddziałowi nazwę regionalną: 23 Chełmski Oddział WOP w skład którego weszła GPK Terespol. W tym samym po raz kolejny przeformowana została na etat 358/13, a w 1963 przeszła kolejną reorganizację i przeformowała została na etat 358/15.
1 lipca 1965 WOP podporządkowano Ministerstwu Obrony Narodowej, Dowództwo WOP przeformowano na Szefostwo WOP z podległością Głównemu Inspektoratowi Obrony Terytorialnej. Do Ministerstwa Spraw Wewnętrznych odeszła cała kontrola ruchu granicznego oraz ochrona GPK. Tym samym naruszono jednolity system ochrony granicy państwowej. GPK Terespol weszła w podporządkowanie Wydziału Kontroli Ruchu Granicznego Komendy Wojewódzkiej Milicji Obywatelskiej, kontrolę graniczną wykonywali funkcjonariusze Milicji Obywatelskiej podlegli MSW.

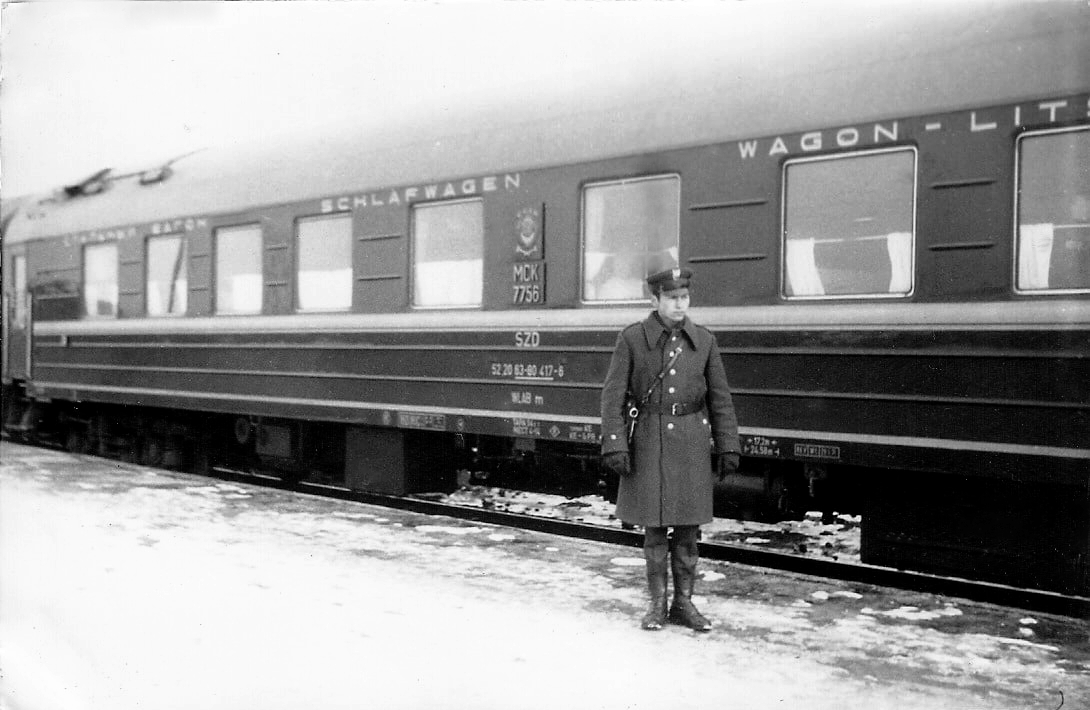
Żołnierz WOP samodzielnej kompanii KRG w Terespolu. Element służby granicznej pełniący służbę w kolejowym przejściu granicznym Terespol-Brześć (1969)

1 października 1971 WOP został podporządkowany pod względem operacyjnym, a od 1 stycznia 1972 pod względem gospodarczym MSW. Do WOP powrócił cały pion kontroli ruchu granicznego wraz z przejściami. Przywrócono jednolity system ochrony granicy państwowej. GPK Terespol podlegała bezpośrednio pod sztab Nadbużańskiej Brygady WOP w Chełmie. 
30 lipca 1984 z chwilą uruchomienia drogowego przejścia granicznego Kukuryki-Kozłowiczy, w strukturach Nadbużańskiej Brygady Wojsk Ochrony Pogranicza została utworzona Graniczna Placówka Kontrolna Kukuryki, która bezpośrednio podlegała GPK Terespol. W wyniku tych działań jednostka w Terespolu stała się jedną z największych (nie tylko na wschodniej granicy, ale i w całym kraju) granicznych placówek kontrolnych obsługujących towarowy i osobowy ruch graniczny (GPK kolejowe, osobowe i towarowe)
W 1989 przeformowana została na etat 44/0136.
1 października 1989 rozformowana została Nadbużańska Brygada WOP, na jej bazie powstał Nadbużański Batalion WOP, a Graniczna Placówka Kontrolna Terespol i Graniczna Placówka Kontrolna Kukuryki zostały włączone w struktury Podlasko-Mazurskiej Brygady WOP w Białymstoku jako Graniczna Placówka Kontrolna Terespol–Kukuryki (GPK Terespol–Kukuryki) i tak funkcjonowała do 15 września 1991.
Zarządzeniem nr 012 Komendanta Głównego Straży Granicznej z 7 maja 1991 w sprawie rozwiązania jednostek WOP oraz utworzenia jednostek organizacyjnych Straży Granicznej Minister Spraw Wewnętrznych polecił z dniem 16 maja 1991 rozwiązać Graniczną Placówkę Kontrolną Podlasko–Mazurskiej Brygady WOP w Terespolu istniejącą według etatu nr 44/0136 o stanie osobowym na okres „W” 623 żołnierzy i 6 pracowników cywilnych oraz na okres „P” 290 żołnierzy i 8 pracowników cywilnych. Na jej bazie powstała Graniczna Placówka Kontrolna Straży Granicznej w Terespolu w strukturach  Nadbużańskiego Oddziału Straży Granicznej w Chełmie.

## Podległe przejścia graniczne
- Terespol-Brześć (kolejowe)
- Terespol-Brześć (drogowe)
- Kukuryki-Kozłowiczy (drogowe) – od 30.07.1984[6].

## Dowódcy/komendanci granicznej placówki kontrolnej
- mjr Wacław Czajkowski[11]
- płk Franciszek Kaczmarek[11]
- ppłk Jerzy Tabulski[11] (16.01.1985–był 31.07.1990)[12]
- por. Zenon Szmydki (15.04.1988–był 31.07.1990)[13].